# Verdin à tête jaune
Chloropsis cochinchinensis
Espèce
Statut de conservation UICN

 EN  : En danger
Le Verdin à tête jaune (Chloropsis cochinchinensis) est une espèce de passereau du genre Chloropsis.

## Répartition
Le verdin à tête jaune vit en Asie du Sud-Est.

## Description
Ce passereau mesure jusqu'à 18 cm de long.

Le mâle a une tache noire sous le bec et sous l’œil ; la femelle, non.

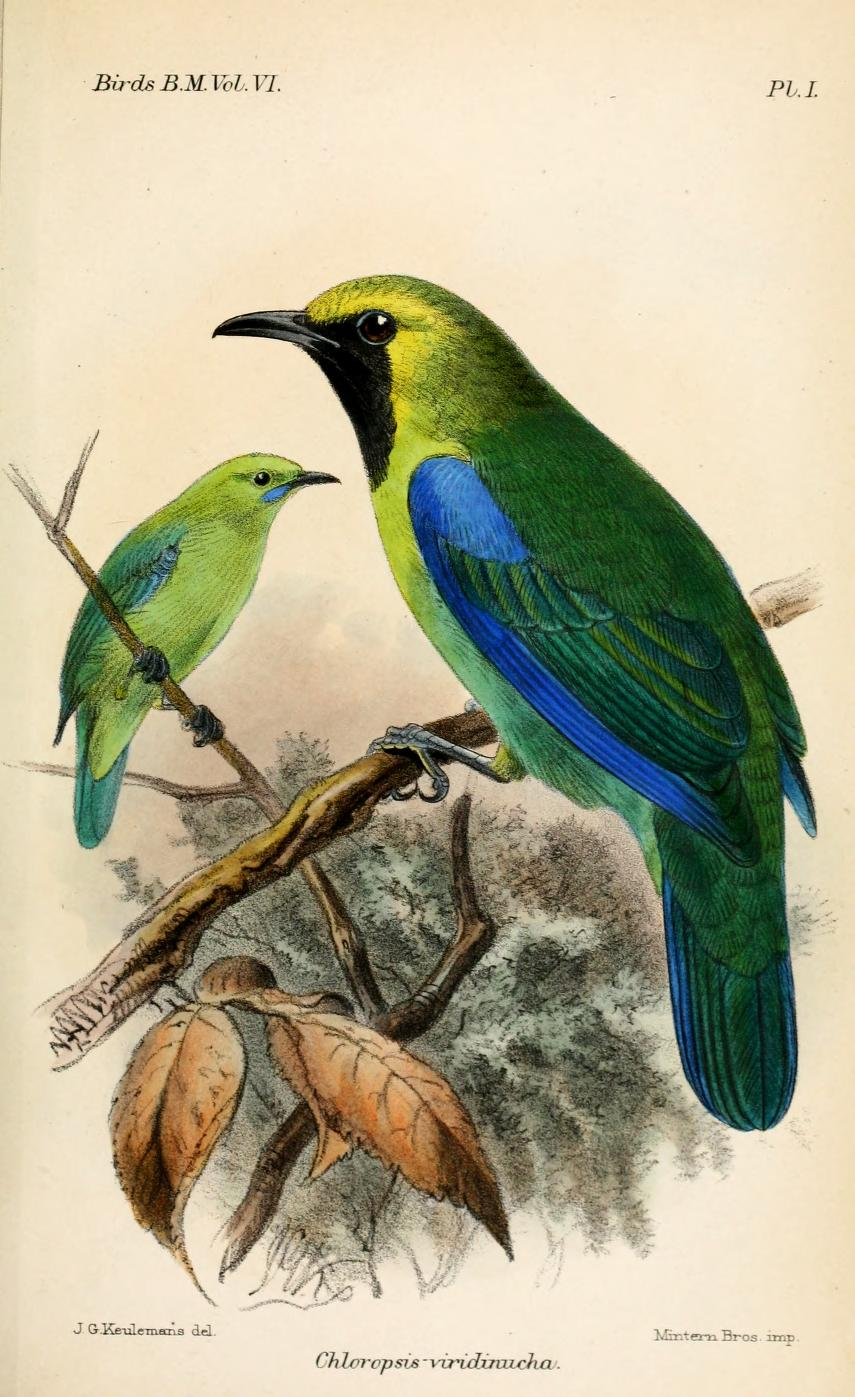
Catalogue des oiseaux du British Museum. Volume 6 (1881). Illustration de John Gerrard Keulemans.
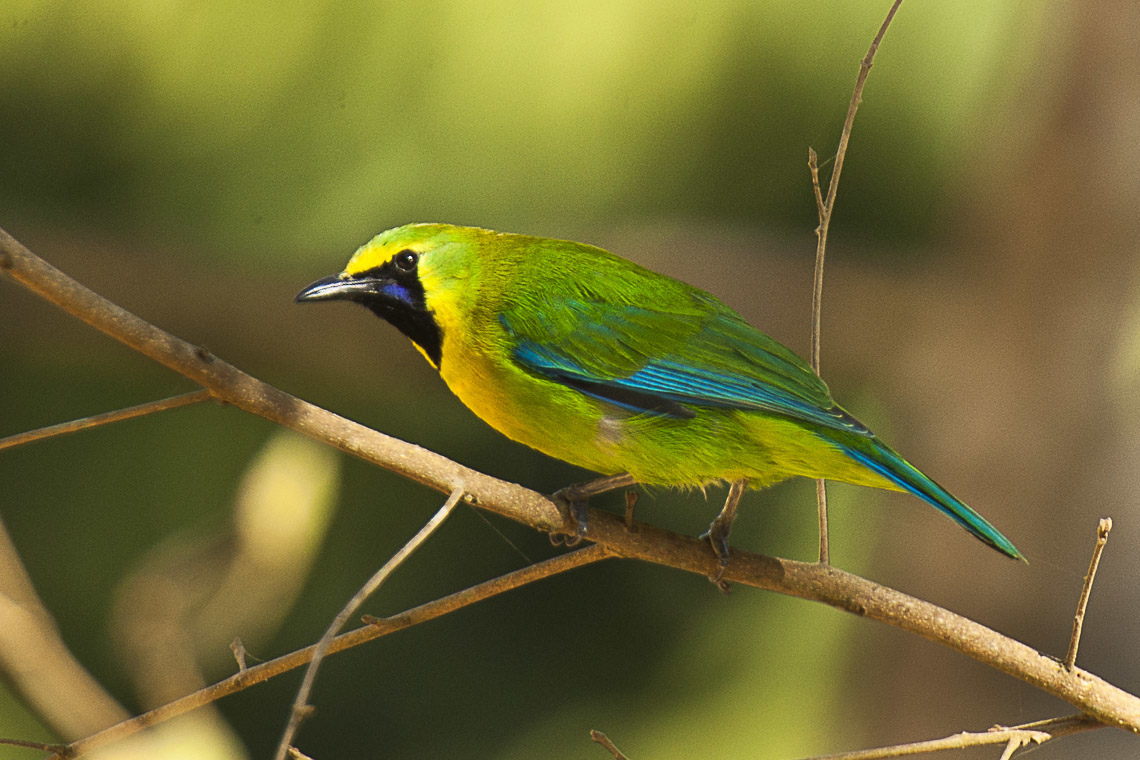
Verdin à tête d'or mâle, Thaïlande
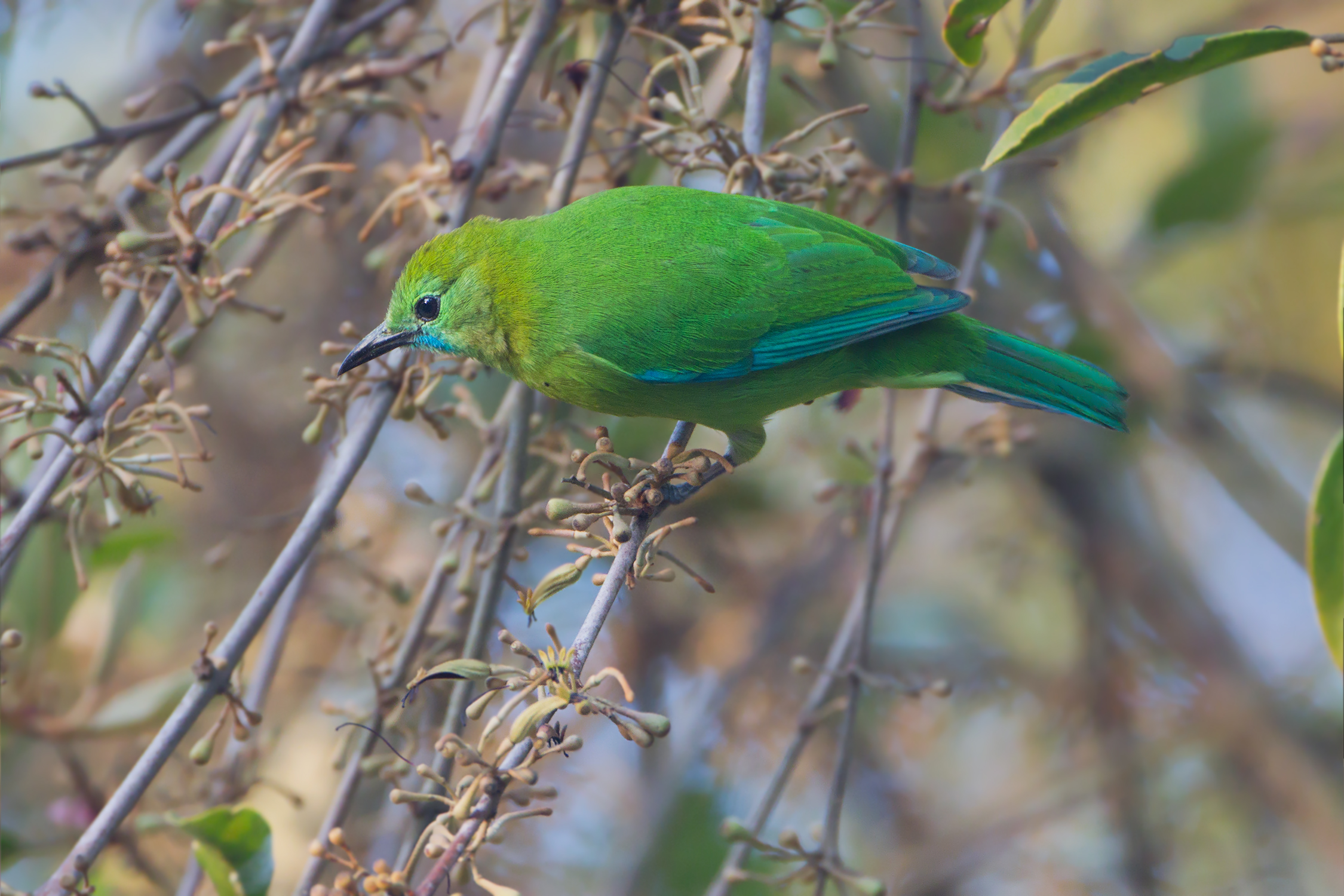
Verdin à tête d'or femelle, parc national de Khao Yai, Thaïlande

## Sous-espèces
D'après Alan P. Peterson, il existe 9 sous-espèces :
- Chloropsis cochinchinensis chlorocephala  (Walden, 1871)
- Chloropsis cochinchinensis cochinchinensis  (Gmelin, 1789)
- Chloropsis cochinchinensis icterocephala  (Lesson, 1840)
- Chloropsis cochinchinensis kinneari  B.P. Hall & Deignan, 1956
- Chloropsis cochinchinensis moluccensis  J.E. Gray, 1831
- Chloropsis cochinchinensis natunensis  Chasen, 1938
- Chloropsis cochinchinensis nigricollis  (Vieillot, 1818)
- Chloropsis cochinchinensis serithai  Deignan, 1946
- Chloropsis cochinchinensis viridinucha  (Sharpe, 1877)